# 베일리 (프로레슬링 선수)
베일리(Bayley)는 미국의 여자 프로레슬링 선수이다. 키는 170cm,  몸무게는 64kg이다. 이전에는 인디단체 링네임은 다비나 로즈(Davina Rose)로 활동을 한적도 있다. 본명은 파멜라 로즈 마르티네즈(Pamela Rose Martinez)다. 2008년 프로레슬링 입문했고, 피니쉬는 로즈 플랜트(모디파이드 페이스버스터), 벨리 투 베일리/허그 플렉스(벨리 투 벨리 수플렉스), 다이빙 엘보우 드롭, 다이빙 더블 레그 드롭, 로즈 센턴 밤(다이빙 센턴 밤), 로즈 니 드롭(다이빙 더블 니 드롭), 베일리 문설트 레그 드롭(다이빙 문설트 더블 레그 드롭), 베일리 문설트 더블 풋 스톰프(다이빙 문설트 더블 풋 스톰프), 점핑 인버티드 커터로 사용을 한다.

## 여담
- 미국 캘리포니아 주 산호세에서 태어났다.
- 어렸을 때부터 프로레슬링 팬이었다. 손에 들고 있는 것은 다름 아닌 브렛 하트의 브로마이드다.
- 2008년 프로레슬링 입문으로 그때가 어린 나이의 18살때 시작을 했다.
- 대미지 컨트롤 멤버들과 함께 한식당에 간 모습을 인증하기도 했다.

- 생기발랄한 등장신을 책임지는 화려한 행사장 풍선, 여러 가지 색의 조명, 그리고 특히 어린 팬들을 중심으로 자신의 머리띠나 팔찌 등을 나눠주며 하이파이브와 포옹을 해 주는 적극적인 팬 서비스 등, 어린 팬들이 좋아할만한 요소는 다 가지고 있기 때문에, 인기를 끌고 있었다. 현재는 기믹이 변경되어, 예전 기믹을 쓰게 될지는 미지수지만, 나오미와 연합한 걸로 보아 예전 기믹을 다시 쓰게 될 것 같다.

## Professional wrestling highlights
- Finishing moves
  - As Bayley
    - Bayley Moonsault Leg Drop (Diving moonsault double leg drop) - 2014-2016
    - Bayley Moonsault Double Foot Stomp (Diving moonsault double foot stomp) - 2016-2017
    - Belly To Bayley / Hug-plex (Belly-to-belly suplex, sometimes from the second string) - 2014-2019
    - Diving elbow drop - 2017-present; adopted from Randy Savage
    - Rose Plant (Modified facebuster) - 2019-present

  - As Davina Rose
    - Diving double leg drop - 2008-2010
    - Jumping inverted cutter - 2010-2012
    - Rose Knee Drop (Diving double knee drop) - 2012-2014
    - Rose Plant (Modified facebuster) - 2008-2010
    - Rose Senton Bomb (Diving senton bomb) - 2010-2012
    - Running reverse STO - 2012-2014
- Signature moves
  - Body slam
  - Cross armbar
  - Frankensteiner
  - Lariat
  - Modified brainbuster
  - Multiple back elbow variations
    - Diving
    - Running jumping
    - Spinning

  - Multiple double axe handle variations
    - Jumping
    - Multipe
    - Running

  - Multiple kick variations
    - Leaping big boot
    - Legsweep
    - Running drop
    - Short-arm enzuigiri

  - Multiple suplex variations
    - Exploder
    - Delayed vertical
    - German

  - Multiple turnbuckle thrus variations
    - Jumping
    - Multipe
    - Running

  - Over the top rope somersault plancha
  - Powerslam
  - Running crossbody
  - Slip 'N Slide
  - Springboard corkscew arm drag
- Managers
  - Elias
  - Finn Bálor
  - Mickie james
  - Sasha banks
- Entrance themes
  - "Boyfriend" (instrumental) by Richard Harris and Robert J Walsh (WWE NXT; 2013-2014)
  - "Turn It Up" by CFO$ (WWE NXT/WWE; 2014-2019)
  - "Deliverance" by Def Rebel (WWE; 2019-2024)
  - "We Got the Rage" by Def Rebel (WWE; 2022-2024; used as a member of Damage Ctrl)
  - "Role Model" by Def Rebel (WWE; 2024-present)

## 수상
- 매치 오프 더 이열 2015 vs 사샤 뱅크스 NXT 테이크오버: 리스팩트
- 매치 인스피레이셔널 레슬러 오프 더 이열 2015, 2016
- 랭크드 넘버 5 오프 더 탑 50 피멜 싱글즈 레슬러 인 더 PWI 피멜 인 2016
- NXT 매치 오프 더 이열 2015 vs 사샤 뱅크스 NXT 테이크오버: 브루클린
- 타이틀 퓨드 오프 더 이열 NXT 2015 vs 사샤 뱅크스 포 더 NXT 위민스 챔피언쉽
- 모스트 인트로덕션 2015
- WWE NXT 위민스 챔피언 (1회)
- NXT 이열-엔 어워드
  - 피멜 컴페리럴 오프 더 이열 2015
  - 매치 오프 더 이열 2015 vs 사샤 뱅크스 NXT 테이크오버: 브루클린
- WWE 위민스 챔피언 (신 버전) (2회)
- WWE 스맥다운 위민스 챔피언 (2회)
- WWE 위민스 태그팀 챔피언 (2회) - 사샤 뱅크스
- WWE 머니 인 더 뱅크 (위민스 2019)
- WWE 위민스 로얄 럼블 (2024)
- 1대 여성 WWE 트리플 크라운
- 1대 여성 WWE 그랜드 슬래머